# Борков Геннадій Андрійович
Геннадій Андрійович Борков (30 березня 1905, село Панфілово Рибінського повіту Ярославської губернії, тепер Ярославської області, Російська Федерація — 25 лютого 1983, Москва, Російська Федерація) — радянський партійний діяч, 1-й секретар ЦК КП(б) Казахстану. Член Бюро ЦК КП(б) Казахстану в 1945—1946 роках. Член ЦК ВКП(б) у 1939—1956 роках. Депутат Верховної Ради СРСР 1—4-го скликань.

## Біографія
Народився в селянській родині. У серпні 1919 — березні 1922 року — діловод Панфіловського волосного виконавчого комітету Рибінського повіту. У 1922 році вступив до комсомолу.
У березні 1922 — травні 1923 року — секретар Панфіловського волосного осередку комсомолу (РКСМ) Рибінського повіту. У травні 1923 — березні 1924 року — інструктор, у березні 1924 — січні 1925 року — завідувач відділу політичної просвіти Рибінського повітового комітету РКСМ Ярославської губернії.
Член РКП(б) від березня 1924 року.
У січні — листопаді 1925 року — голова Бюро юних піонерів Ярославського губернського комітету ВЛКСМ. У листопаді 1925 — серпні 1927 року — секретар 2-го Ярославського міського районного комітету комсомолу, секретар районного комітету ВЛКСМ фабрики «Красний Перекоп» у Ярославлі.
У серпні 1927 — жовтні 1928 року — завідувач агітаційно-пропагандистського відділу Ростовського повітового комітету ВКП(б) Ярославської губернії. У жовтні 1928 — травні 1929 року — завідувач агітаційно-пропагандистського відділу Даниловського повітового комітету ВКП(б) Ярославської губернії. У травні 1929 — травні 1930 року — секретар Любимського районного комітету ВКП(б) Ярославського округу.
У вересні — жовтні 1930 року — слухач курсів парттисячників при робітничому факультеті у місті Владимирі. У жовтні 1930 — травні 1934 року — студент Московської сільськогосподарської академії імені Тімірязєва, здобув спеціальність агронома-хіміка. У травні 1934 — листопаді 1935 року — аспірант Московської сільськогосподарської академії імені Тімірязєва, закінчив один рік аспірантури.
У листопаді 1935 — листопаді 1937 року — помічник завідувача відділу шкіл ЦК ВКП(б) у Москві.
У листопаді 1937 — листопаді 1938 року — 2-й секретар Воронезького обласного комітету ВКП(б).
Від листопада 1938 до 27 грудня 1939 року — 1-й секретар Новосибірського обласного комітету ВКП(б).
2 січня 1940 — 20 червня 1945 року — 1-й секретар Хабаровського крайового комітету ВКП(б).
13 липня 1945 — 22 червня 1946 року — 1-й секретар ЦК КП(б) Казахстану.
2 серпня 1946 — 10 липня 1948 року — заступник начальника Управління з перевірки партійних органів ЦК ВКП(б). У липні — грудні 1948 — інспектор ЦК ВКП(б).
17 грудня 1948 — 12 квітня 1955 року — 1-й секретар Саратовського обласного комітету ВКП(б).
У квітні 1955 — червні 1960 року — заступник міністра, головний інспектор з добрив Міністерства сільського господарства СРСР.
Від червня 1960 р. — персональний пенсіонер союзного значення.
Похований в Москві на Новодівочому цвинтарі.

## Нагороди
- два ордени Леніна (22.07.1942, 16.11.1944)
- орден Жовтневої Революції (28.03.1975)
- орден Трудового Червоного Прапора
- орден «Знак Пошани» (29.03.1965)
- медалі